# Jiří Slatkoňský

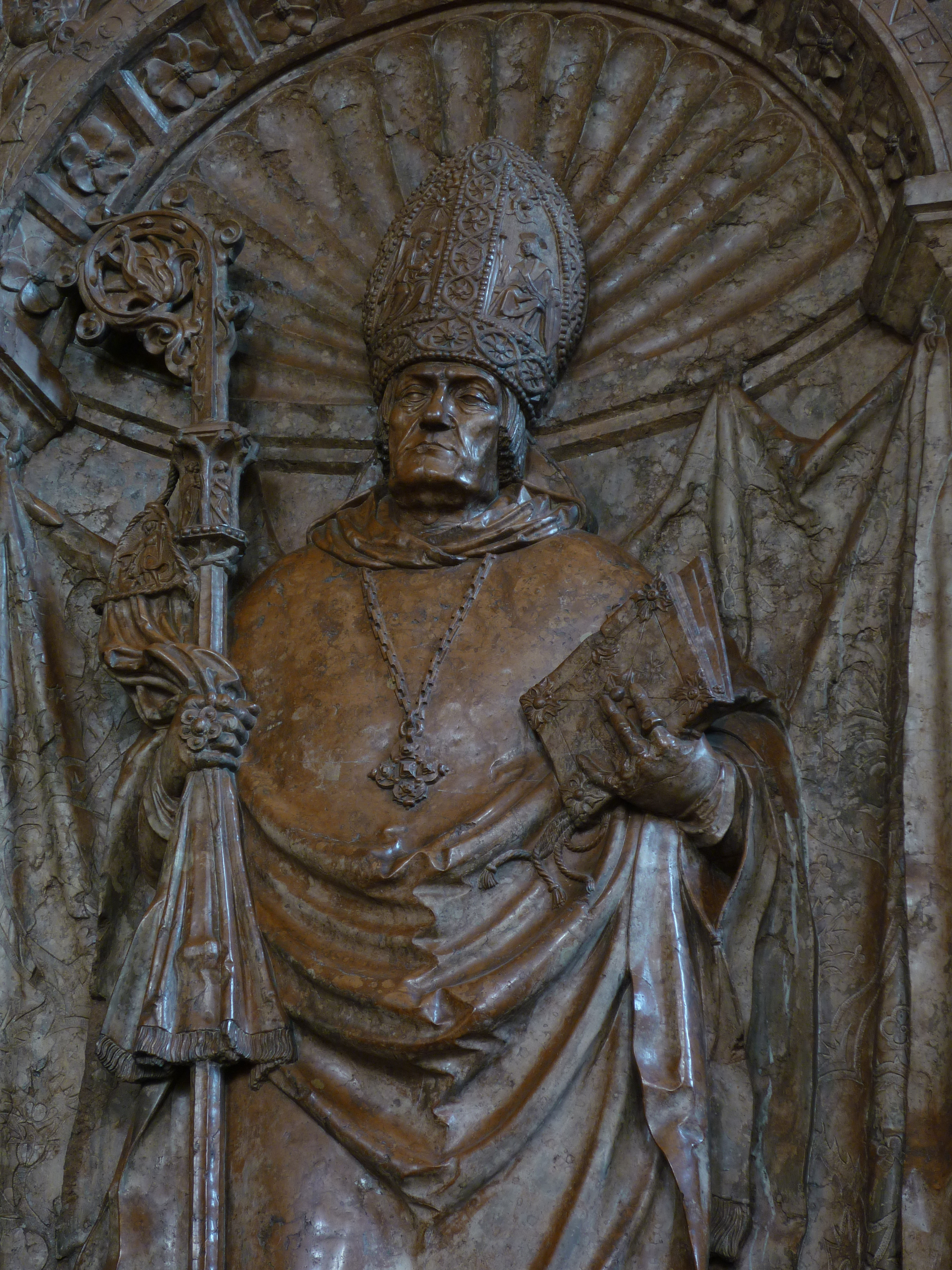
Epitaf v katedrále svatého Štěpána ve Vídni od Loye Heringa

Jiří Slatkoňský (slovinsky Jurij Slatkonja, německy Georg von Slatkonia, 21. března 1456, Lublaň – 26. dubna 1522, Vídeň) byl římskokatolický duchovní a hudební skladatel původem z Kraňska. Působil jako regenschori a biskup vídeňské diecéze.

## Život
Po studiích v Lublani, Ingolstadtu a ve Vídni, byl vysvěcen na kněze. Byl kantorem vídeňské dvorní kapely a od roku 1498 jejím regenschorim. Kapli rozšířil, přivítal amatérské hudebníky a nechal je provozovat i světská díla. Jeho prostřednictvím přišli do Vídně skladatelé jako Paul Hofhaimer, Heinrich Isaac a Ludwig Senfl. Sám také komponoval, z jeho kompoziční tvorby se však nedochovala žádná díla.
Stal se lublaňským kanovníkem a proboštem a v roce 1506 administrátorem diecéze Pedena (Pićan) na Istrii.
Dne 1. března 1513 jej císař Maxmilián I. jmenoval biskupem vídeňské diecéze a dne 12. srpna byl v úřadu potvrzen papežem Lvem X. Jeho biskupské svěcení 13. listopadu ve vídeňské katedrále svatého Štěpána bylo prvním od založení diecéze v roce 1469.
V roce 1521 přijel do Vídně reformační kazatel Pavel Seperatus, se kterým se Jiří Slatkoňský setkal a 12. ledna 1522 měl kázání v katedrále sv. Štěpána.
Biskup Jiří Slatkoňský zemřel 26. dubna 1522 ve Vídni a byl pohřben v tamní katedrále svatého Štěpána.

## Odkaz
Od roku 2000 Vídeňská arcidiecéze uděluje Cenu biskupa Slatkonii (něm. Bischof-Slatkonia-Preis) za novou liturgickou hudbu.